# Bear Island (película)
Bear Island (Operación: Isla del Oso en España y La isla del oso en Colombia) es una película de acción británicocanadiense dirigida por Don Sharp y protagonizada por Donald Sutherland. Está basada en la novela homónima de Alistair MacLean.

## Argumento
El la isla del oso, al norte de Noruega, hay un tesoro nazi escondido, el oro de Noruega que ellos confiscaron durante la Segunda Guerra Mundial y que está escondido en una base de submarinos de guerra alemán que fue destruida en un bombardeo aéreo justo antes del fin de la guerra. Esa isla es posteriormente declarada zona de exclusión por parte de la OTAN, por lo que no se puede pisar hasta que una expedición científica organizada por Ott Gerran lo hace posible. 
En ella un biólogo norteamericano de origen alemán llamado Frank Lansing quiere encontrar a su padre muerto, que fue comandante de un submarino del lugar, para saber quien era, ya que murió en ese lugar en ese bombardeo antes de poder conocerlo. Sin embargo otros quieren utilizar la expedición para encontrar el oro, entre ellos un grupo de nazis, que quieren utilizar el oro para reventar la economía occidental y que está dispuesto a ir por encima de cadáveres para ello y para cubrir también sus huellas mientras que el servicio secreto noruego es consciente de lo que ocurre y han enviado a un agente, Heddi Linquist, contra ellos que descubre que el agente anterior que descubrió eso fue asesinado.
Lansing descubre su presencia después de que él y una colega suya, Judith fueron víctimas de un intento de asesinato, en la que ella murió, cuando quería buscar a su padre en esa base de submarinos. Ella informa a Lansing sobre lo que ocurre a cambio de que él mantenga su tapadera. Él accede y, dándose cuenta de que tienen un enemigo común, ambos se juntan para acabar con ellos mientras que también tienen que enfrentarse a otros.
Una lucha de vida a muerte en la isla empieza.

## Reparto
- Donald Sutherland - Frank Lansing
- Vanessa Redgrave - Heddi Lindquist
- Richard Widmark - Otto Gerran
- Christopher Lee - Lechinski
- Lloyd Bridges - Smithy
- Barbara Parkins - Judith Rubin
- Lawrence Dane - Paul Hartman
- Patricia Collins - Inge Van Zipper
- Michael J. Reynolds - Heyter

## Producción
La película se filmó entre el 22 de noviembre de 1978 y el 26 de abril de 1979. Se rodó en los Pinewood Studios en Reino Unido, en British Columbia, Canadá y en Alaska.

## Recepción
La película fue un gran fracaso de taquilla.